# حكومة رشيد طليع الأولى
حكومة رشيد طليع الأولى، هي أول حكومة في تاريخ إمارة شرق الأردن والأولى أيضا في عهد الملك عبد الله الأول. تشكلت الحكومة في 11 أبريل 1921، وكانت تسمى آنذاك (مجلس المشاورين). بتشكيل هذه الحكومة، انتهى ما كان يُطلق عليه "عهد الحكومات المحلية"؛ إذ أنه بإعلان هذه الحكومة تأسست إمارة شرق الأردن رسمياً. استمرت هذه الحكومة في عملها حتى 23 يونيو 1921.

## أعضاء الحكومة
| الرقم | الإسم               | المهام الوزارية                                           | ملاحظات |
| ----- | ------------------- | --------------------------------------------------------- | ------- |
| 1     | رشيد طليع           | كاتباً إدارياً ورئيساً لمجلس المشاورين، ووكيل مشاور الداخلية |         |
| 2     | الأمير شاكر بن زيد  | نائب العشائر                                              |         |
| 3     | أحمد مريود          | معاوناً لنائب العشائر وعضو مجلس المشاورين                  |         |
| 4     | أمين التميمي        | مشاوراً للداخلية ومتصرفاً للواء عجلون                       |         |
| 5     | مظهر رسلان          | مشاوراً للعدلية والصحة والمعارف وعضو مجلس المشاورين        |         |
| 6     | علي خلقي الشرايري   | مشاوراً للأمن والانضباط وعضو مجلس المشاورين                |         |
| 7     | محمد الخضر الشنقيطي | قاضياً للقضاة وعضو مجلس المشاورين                          |         |
| 8     | حسن الحكيم          | مشاوراً للمالية وعضو مجلس المشاورين                        |         |

## أهم الأحداث
باشرت الحكومة فورا وضع الأنظمة الإدارية اللازمة لتسير أمور الإمارة، وإنشاء سلطة مركزية، كما قسمت الحكومة الإمارة إلى ثلاثة ألوية تولى إدارة كل منها متصرف له صلاحيات واسعة جدا.
- لواء السلط
- لواء الكرك
- لواء إربد

و في عهد هذه الحكومة اختار الأمير عبد الله مدينة عمان لتكون العاصمة بسبب توسط موقعها وموقعها المباشر على سكة الحديد الحجازي وذلك بخلاف كل من السلط، الكرك وإربد.

## استقالة الحكومة
رفع رشيد طليع استقالة حكومته الأولى إلى الأمير عبد الله بن الحسين في 23 حزيران 1921. وقد علل طليع سبب الاستقالة كما وردت في رسالته للأمير بعدم قدرة حكومته على إيفاء وظائفها لعدم التزام الحكومة البريطانية بالمساعدات التي تعهدت بها ما جعل الحكومة في ضعف مالي. حيث نشب عصيان مدني في منطقة الكورة (لواء إربد) بسبب تحصيل زيادة الضرائب ولم يستطع المتصرف معالجة الإشكال مع وجود قوة درك بسيطة.